# 夜孔雀
《夜孔雀》（法語：Le Paon de Nuit）是戴思杰导演的一部中国浪漫剧情片。是一部中法联合制作的电影。刘亦菲、刘烨、余少群和黎明主演。中国于2016年5月20日公映。电影讲述法國籍華裔長笛手埃爾莎從巴黎到成都跟三位不同的男人演繹了浪漫的愛情故事。

## 影片简介
法国籍华人音乐系留学生埃爾莎（劉亦菲飾）在成都愛上了蜀錦研究員、尺八高手馬榮（黎明飾），两人一起寻找着理想的蠶——夜孔雀。川剧学校学生马林暗恋上了艾尔莎。当马林发现他的父亲与艾尔莎之间的恋爱关系后，就发生了自残行为。后来当父子两人在戏台上表演川剧时，马林拿了一瓶毒药想喝下自杀被马荣阻止，然而马荣却喝下了它。回到巴黎的艾尔莎又认识了紋身師建民（劉燁飾），建民要为她在后背上纹一只夜孔雀，但是又因签证过期面临要被法国警察驱逐回国。埃爾莎因怀上了马荣的孩子起初想要做流产手术。最后艾尔莎决定将肚里的孩子生下来，并以要与建民结婚为由将他留了下来。

## 演员表
- 刘亦菲[4]飾 Elsa (法籍華裔留學生)
- 刘烨[4]飾 马建民 (紋身師，马荣之弟)
- 余少群[4]飾 馬林 (馬榮兒子，川劇學校學生，爱慕Elsa)
- 黎明[4]飾 馬榮 (絲綢研究員、尺八高手)

## 制作
这部影片在法国巴黎和中国成都拍摄。
主题曲《为爱成泥》由窦鹏作曲，张文和戴思杰作词，余少群演唱。

## 票房
中国大陆首周3天取得2500万人民币列第七位。最终累计3317.8万。

## 獎項
| 典禮活動               | 單元             | 獎項             | 結果  | 來源  |
| ---------------------- | ---------------- | ---------------- | ----- | ----- |
| 第40屆蒙特婁國際電影節 | 主競賽單元       | 最佳影片         | 提名  | [ 6 ] |
| 第40屆蒙特婁國際電影節 | 中國電影單元     | 最佳中國電影金獎 | 獲獎  | [ 6 ] |
| 第20屆釜山國際影展     | 亞洲電影之窗單元 | 不適用           | 提名  | [ 7 ] |
| 第12屆中美電影節       | 不適用           | 金天使獎         | 獲獎  | [ 8 ] |
| 第1屆金色銀幕獎        |                  | 最佳女主角       | 提名  | [ 9 ] |
| 第1屆金色銀幕獎        | 最佳男配角       | 提名             | [ 9 ] |       |
| 第1屆金色銀幕獎        | 最佳攝影         | 提名             | [ 9 ] |       |
| 第1屆金色銀幕獎        | 最佳視覺效果     | 提名             | [ 9 ] |       |